# Siramanadiã Traoré
Siramanadiã Traoré foi um nobre senufô do Reino de Quenedugu do século XIX.

## Vida
Siramanadiã era irmão de Nianamaga e Tiemonconco e diferente deles, permaneceu no Império de Congue quando eles foram expulsos para Fincolo. Durante o reinado de seu sobrinho Daulá (r. 1845–1860), mediou negociações de paz entre ele e Pigueba Uatara, chefe em Congue, e organizou uma reunião a acontecer entre Fincolo e Zanso, porém seu sobrinho, ao perceber suas intensões escusas, decidiu não ir ao encontro; a razão para querer atraiçoar sua família talvez resida em ciúmes advindo da não convocação dele para governar em Quenedugu. A guerra entre os Traoré e Pigueba persiste, mas após Pigueba ser derrotado por Daulá as portas de Fincolo, ele e Siramanadiã retiram-se a Zanso e então para sudeste rumo a Cutura (Taguara) e então Congue.